# Jessemusse Cacinda
Jessemusse Cacinda (Nampula, 24 de janeiro de 1992) é um escritor, jornalista, filósofo, sociólogo e editor moçambicano. É autor da novela Kwashala Blues (Ethale Publishing, 2023), obra finalista do Prémio Literário Mia Couto, promovido pela Associação Kulemba, na Beira. É também membro co-fundador da editora de livros Ethale Publishing, onde actualmente exerce a função de editor.
O seu livro de estreia em prosa narrativa Kwashala Blues foi considerada pelo académico Lourenço do Rosário "Uma obra de grande profundidade e reflexão sobre as incidências da vida".
Organizou várias colectâneas literárias, entre as quais O hambúrguer que matou Jorge (com Alex Macbeth, Ethale, 2017), Nampula – Antologia de hi-es-tórias de uma cidade vibrante (Ethale, 2022) e As pauladas do amor – Uma aventura pelas novas histórias de Moçambique (com Eduardo Quive, Ethale, 2025).

## Biografia
Nasceu na Cidade de Nampula, numa família cujos membros são cultores de manifestações artístico-culturais, tendo começado a actuar na banda da família como baterista e percussionista.
Frequentou o ensino primário em várias escolas de Cuamba, na província do Niassa, o nível básico na Escola Secundária de Memba e o nível médio na Escola Secundária 12 de Outubro, em Nampula. Licenciou-se em Filosofia e História pela Universidade Pedagógica de Nampula (2010–2014), atualmente chamada de Universidade Rovuma.
A sua carreira literária começou em 2008 quando um grupo de jovens de Nampula criou a Associação Anamupuela (Os Pensadores) que se reunia para fazer recitais e leituras no Museu Nacional de Etnologia.
Cacinda trabalhou entre 2010 a 2015 como jornalista na Rádio Moçambique, onde produziu e editou conteúdos de índole cultural e social. Venceu, nessa instituição, o Prémio Qualidade nas categorias de Melhor Crónica Radiofónica (2012) e Melhor Reportagem Temática (2013). Cobriu festivais culturais na Ilha de Moçambique, Pemba, Metangula, Chocas-Mar, Inhambane e Nampula. Desde 2013, escreve novelas e peças de teatro para rádio.[carece de fontes?]
Colaborou com a Revista Literatas (2012–2020), onde publicou reportagens, poemas, contos e crónicas. Entre 2016 e 2017, escreveu crónicas e ensaios para os jornais Txopela (Quelimane) e Ikhweli (Nampula).[carece de fontes?]
Trabalhou no CAICC – Centro de Apoio à Informação e Comunicação Comunitária, um projecto do Centro de Informática da Universidade Eduardo Mondlane (2016–2017), onde formou produtores de conteúdos para rádios e centros multimédia comunitários, tendo viajado por todas as províncias do país.[carece de fontes?]
Entre 2016 e 2019, fez o mestrado em Sociologia na Universidade Eduardo Mondlane. No mesmo período, colaborou com o Festival Fim do Caminho (2014–2017), nas áreas de comunicação e curadoria literária. Em parceria com Alex Macbeth, criou em 2016 o Concurso Literário Fim do Caminho, em homenagem ao escritor sueco Henning Mankell, e fundou a Ethale Publishing, uma das principais editoras do seu país.[carece de fontes?]
Entre 2017 e 2020, foi gestor de programa na organização no SEKELEKANI – Comunicação para o Desenvolvimento, onde escreveu reportagens sobre movimentos populares nas zonas afectadas pela indústria extractiva. Em 2020, publicou a reportagem “Menino traumatizado dorme vestido… pronto para fugir!”, sobre a crise humanitária provocada pela guerra no norte do país, que teve grande repercussão.[carece de fontes?]
No mesmo ano, publicou a crónica Body Riddled With Bulletsna revista namibiana Doek!.[carece de fontes?]
Coordenou, em 2018, um curso de especialização em jornalismo para o sector extractivo, em parceria com a Universidade Católica de Moçambique. Nesse mesmo ano, co-fundou o jornal Ngani], sediado em Nampula, do qual se afastou em 2019. Ainda em 2018, a Ethale publicou Matigari, de Ngũgĩ wa Thiong'o – até hoje a única tradução em português da obra (East Africa Educational Publishers).[carece de fontes?]
Em 2019, esteve no Quénia em intercâmbio académico na Universidade de Nairóbi, no Departamento de Filosofia e Estudos Religiosos, e participou em encontros com a escritora Zukiswa Wanner e o jornalista literário James Murua. Nesse mesmo ano, participou no Makondo Literary Festival, onde conheceu Ondjaki, com quem passou a colaborar. Da parceria entre a Ethale e a editora Kacimbo resultaram os livros Da Pele do Rosto | A Coisa do Tempo, de Guita Júnior, e As Madames, de Zukiswa Wanner.[carece de fontes?]
Durante a pandemia, realizou entrevistas para a Revista Literatas com autores de Moçambique, Nigéria, África do Sul, Quénia, Namíbia e Reino Unido, bem como com intelectuais de Cabo Verde e Portugal. Estas entrevistas originaram o livro Pensar África (Ethale/Literatas, 2020).[carece de fontes?]
Em 2021, organizou uma oficina virtual com escritores de Nampula, da qual resultou a antologia Nampula: hi-es-tórias de uma cidade vibrante (Ethale, 2022). Desde 2021, a Ethale realiza o concurso anual Ler nas Férias, voltado a estudantes do ensino básico, com o objectivo de incentivar a leitura crítica e criativa.[carece de fontes?]

Em 2023, mudou-se para Portugal, onde frequenta o doutoramento em Sociologia, no Programa de Pós-Colonialismos e Cidadania Global do Centro de Estudos Sociais e da Faculdade de Economia da Universidade de Coimbra (CES/FEUC). No mesmo ano, participou na feira do livro Book City Milan, em Itália, e foi convidado do CANEX Literary Webinar, ao lado de nomes como Wole Soyinka e Chimamanda Ngozi Adichie. No mesmo ano iniciou a escrever crónicas de viagem para a Revista Índico (revista de bordo das Linhas Aéreas de Moçambique).[carece de fontes?]
Em 2024, a Ethale venceu o Prémio Nacional das Indústrias Culturais e Criativas de Moçambique, na categoria Literatura.[carece de fontes?]
Foi professor convidado em programas da Universidade Eduardo Mondlane (2021–2022), Universidade São Tomás de Moçambique (2021–2023) e professor efectivo na Universidade Joaquim Chissano (2021–2023). Possui uma pós-graduação em MBA em Gestão de Projectos pelo Instituto Superior de Educação e Gestão de Maputo (2020).[carece de fontes?]
Enquanto investigador, tem colaborado com instituições moçambicanas e internacionais nas áreas de comunicação, gestão de conhecimento e gestão de projectos. Publicou artigos em revistas científicas, como a Bokutani: The Journal of the African Studies Association of Africa, e capítulos de livros.[carece de fontes?]
Foi autor convidado da editora Routledge (Reino Unido), onde contribuiu com um capítulo para a obra The BBC's Legacy in Africa: Continuities and Change. Tem também recebido convites para colaborar com textos para exposições em Museus e Galerias em Moçambique, Portugal e Itália.[carece de fontes?]

Fala português, inglês, emakhwa e elomwè, e já visitou 24 países.[carece de fontes?]